# Плавання вільним стилем

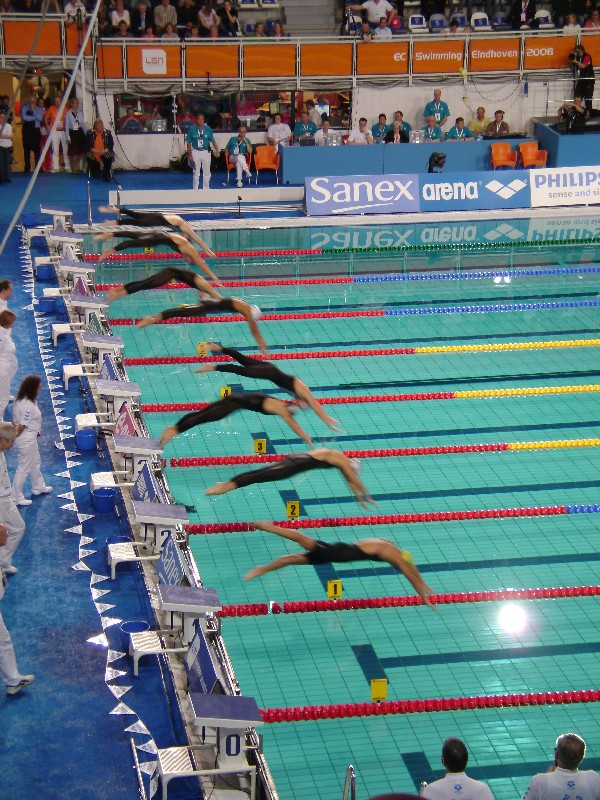
Старт жіночого запливу на 400 м вільним стилем на чемпіонаті Європи 2008 року

Плавання вільним стилем — це змагання з плавання, визначені правилами Міжнародної федерації плавання (FINA), як такі у яких на учасників поширюються лише кілька обмежень щодо гребків. Перегони вільним стилем є найпоширенішими з усіх змагань з плавання. Дистанції починаються з 50 метрів (50 ярдів) і досягають 1500 метрів (1650 ярдів) також відомі як миля. Термін «вільний стиль» іноді використовується як синонім «кролю» оскільки це є найшвидший стиль плавання. Зараз це найпоширеніший стиль, який використовується на змаганнях.
Плавання вільним стилем передбачає використання ніг і рук, за винятком змагань з комплексного плавання. Плавці найчастіше вибирають кроль, оскільки це забезпечує найбільшу швидкість. Під час запливу учасник поперемінно обертає руки вперед, б'ючи ногами вгору і вниз. Змагання у вільному стилі також можна пропливати одним з офіційно регульованих стилів (брасом, батерфляєм або на спині). Однак на змаганнях з комплексного плавання на частині для вільного стилю не можна використовувати брас, батерфляй або спину. Кроль базується на труджені, стилі, який був вдосконалений Ричмондом Кевіллом із Сіднея, Австралія. Кевілл розвинув кроль, спостерігаючи за хлопчиком з Соломонових островів, Аліком Вікгемом. Кевілл та його брати поширили австралійський кроль до Англії, Нової Зеландії та Америки, створивши вільний стиль, який використовується сьогодні у всьому світі. Протягом 1970-х років чоловік, на ім'я Дерон Екас з Карсона, штат Каліфорнія, значно покращив австралійський кроль, відомий як вільний стиль, запровадивши правильніше розгойдування тіла, що дозволяє кращому обтіканню води, покращує витягування руки, що також дозволяє використовувати удар ножицями замість менш ефективного удару, щоб просунути себе через воду набагато швидше та ефективніше. Під час Олімпійських ігор майже усі плавці використовують кроль під час вільного стилю. Деякі з небагатьох правил передбачають, що плавці повинні торкатися кінця басейну під час кожного кола в басейні й не можуть відштовхуватися від дна, триматися за бортик або тягнути за лінію доріжки під час перегонів. Однак, крім цього, може використовуватися будь-який стиль плавання. Як і у всіх змаганнях, фальстарт може призвести до дискваліфікації плавця
|  |
|  |

|  |
|  |

|  |
|  |

## Розвиток спорту
Час проходження різних дистанцій постійно поступово скорочуються з роками через кращі техніки тренувань та загальний розвиток плавання.
На перших чотирьох Олімпійських іграх змагання з плавання проводилися не у басейнах, а у відкритих водоймах (1896 — Середземне море, 1900 — річка Сена, 1904 — штучне озеро, 1906 — Середземне море). На Олімпійських іграх 1904 року це єдині ігри де дистанції вимірювалися у ярдах замість звичайних метрів. Для Олімпійських ігор 1908 року був побудований 100-метровий басейн, що розмістився в центрі головного легкоатлетичного стадіону. На Олімпійських іграх 1912 року, що проходили в гавані Стокгольма, вперше почали використовувати електронне вимірювання часу.
Чоловіки-плавці носили костюми на повне тіло до 1940-х років. Вони викликали більший опір у воді, ніж їх сучасні аналоги. Крім того, з роками дизайн басейнів змінювався, щоб знизити аерогідродинамічний опір плаванню (зробити басейн швидшим), а саме: змінилася глибина басейну, усувалися течії, збільшилася ширини доріжок, використовуються загородження і жолоби, що поглинають енергію, та інші інноваційні гідравлічні, акустичні та освітлювальні конструкції.
На Олімпійських іграх 1924 року вперше почали використовувати стандартний 50-метровий басейн з позначеними доріжками. У змаганнях з вільного стилю плавці спочатку спускалися у басейн, а стартові блоки зрештою вперше були використані на Олімпіаді 1936 року. Зворотний поворот був розроблений у 1950-х роках, що призвело до швидших результатів. Дизайн доріжок, створений на початку 1970-х років, також зменшив турбулентність у воді, сприяючи більш динамічному басейну, який використовується й сьогодні.

## Правила та положення
Вільний стиль означає «будь-який стиль» для індивідуальних запливів і будь-який стиль, крім брасу, батерфляю або на спині, як для індивідуальних змагань, так і для естафетних змагань у комплексному плаванні. Стінку потрібно торкатися на кожному відрізку та після завершення перегонів. Деяка частина плавця повинна бути над водою в будь-який час, за винятком перших 15 метрів після старту та кожного повороту. Це правило було введено, щоб запобігти плавцям використовувати швидше підводне плавання на свою користь, або навіть проплисти цілі кола під водою. Точні правила FINA такі:
- Вільний стиль означає, що у виді так визначеному, плавець може плисти будь-яким стилем, за винятком комплексного плавання та комбінованої естафети, де вільний стиль означає будь-який стиль, крім плавання на спині, брасом або батерфляєм.
- Будь-яка частина тіла плавця повинна торкнутися бортика для завершення кожного відрізка та на фініші.
- Будь-яка частина тіла плавця має розривати поверхню води протягом запливу, крім випадків, коли плавцю дозволяється повністю занурюватися під час повороту та на дистанції не більш 15 метрів після старту та кожного повороту. У цій точці голова має розривати поверхню води.[5]

## Змагання

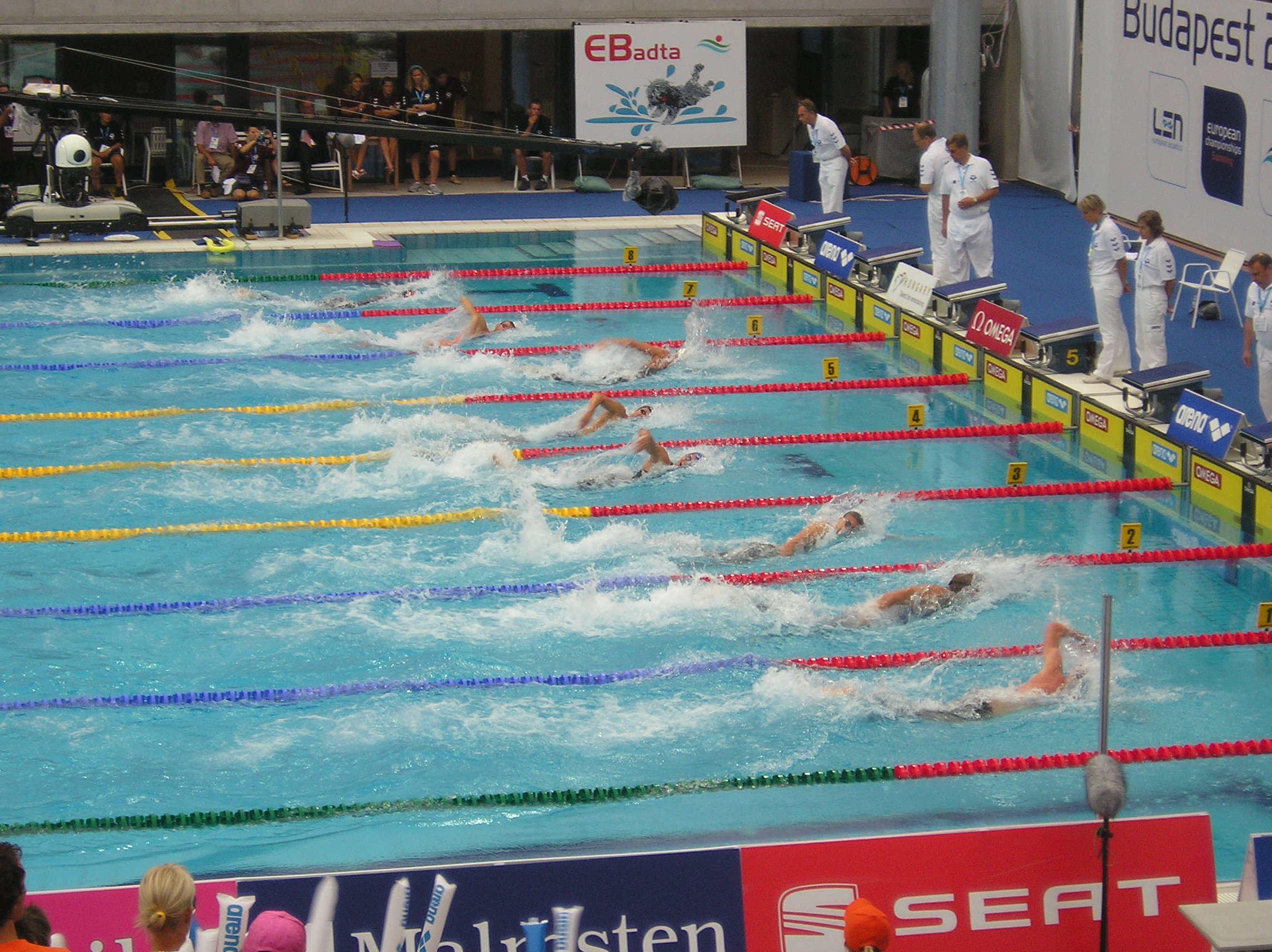
Чоловіки, 100 м вільним стилем на Євро-2006

Змагання з плавання вільним стилем проходять у дев'яти дисциплінах. Вони проходять у довгому (50 метрів) або короткому (25 метрів) басейнах. У Сполучених Штатах також використовують ярди у короткому басейні (25 ярдів). У Сполучених Штатах зазвичай плавці змагаються у 25-ярдовому басейні восени, взимку та навесні, а потім переходять у 50-метровий басейн протягом літа.
- 50 м вільним стилем (50 ярдів)
- 100 м вільним стилем (100 ярдів)
- 200 м вільним стилем (200 ярдів)
- 400 м вільним стилем (500 ярдів)
- 800 м вільним стилем (1000 ярдів)
- 1500 м вільним стилем (1650 ярдів)
- Естафета 4 × 50 м вільним стилем (4 x 50 ярдів) — не олімпійська дистанція
- Естафета 4 × 100 м вільним стилем (4 x 100 ярдів)
- Естафета 4 × 200 м вільним стилем (4 x 200 ярдів)

Юні плавці (зазвичай 8 років і молодші) змагаються на дистанції 25 ярдів вільним стилем.
Плавання вільним стилем є також частиною на таких дистанціях:
- 100 м комплексним плаванням (лише короткий басейн 25 м) — не олімпійська дистанція
- 200 м комплексним плаванням
- 400 м комплексним плаванням
- Естафета 4 × 100 м комплексним плаванням
- Естафета 4 × 200 м комплексним плаванням — не олімпійська дистанція

## Світові та олімпійські рекорди з плавання вільним стилем[6]

### Чоловіки
| Дистанція                              | Час      | Спортсмен          | Країна    | Дата           | Змагання           | Рекорд       |
| -------------------------------------- | -------- | ------------------ | --------- | -------------- | ------------------ | ------------ |
| 50 метрів вільним стилем               | 20,91    | Сезар Сьєло Фільйо | Бразилія  | 18 грудня 2009 | Чемпіонат Бразилії | світовий     |
| 50 метрів вільним стилем               | 21,07    | Кайлеб Дрессел     | США       | 01 серпня 2021 | Токіо              | олімпійський |
| 100 метрів вільним стилем              | 46,91    | Сезар Сьєло Фільйо | Бразилія  | 30 липня 2009  | Чемпіонат світу    | світовий     |
| 100 метрів вільним стилем              | 47,02    | Кайлеб Дрессел     | США       | 29 липня 2021  | Токіо              | олімпійський |
| 200 метрів вільним стилем              | 1:42,00  | Пауль Бідерманн    | Німеччина | 28 липня 2009  | Чемпіонат світу    | світовий     |
| 200 метрів вільним стилем              | 1:42,96  | Майкл Фелпс        | США       | 12 серпня 2008 | Пекін              | олімпійський |
| 400 метрів вільним стилем              | 3:40,07  | Пауль Бідерманн    | Німеччина | 26 липня 2009  | Чемпіонат світу    | світовий     |
| 400 метрів вільним стилем              | 3:40,14  | Сунь Ян            | КНР       | 28 липня 2012  | Лондон             | олімпійський |
| 800 метрів вільним стилем              | 7:32,12  | Чжан Лінь          | КНР       | 29 липня 2009  | Чемпіонат світу    | світовий     |
| 800 метрів вільним стилем              | 7:41,28  | Михайло Романчук   | Україна   | 27 липня 2021  | Токіо              | олімпійський |
| 1500 метрів вільним стилем             | 14:31,02 | Сунь Ян            | КНР       | 04 серпня 2012 | Олімпійські ігри   | світовий     |
| 1500 метрів вільним стилем             | 14:31,02 | Сунь Ян            | КНР       | 04 серпня 2012 | Лондон             | олімпійський |
| Естафета 4 x 100 метрів вільним стилем | 3:08,24  | США                | США       | 11 серпня 2008 | Олімпійські ігри   | світовий     |
| Естафета 4 x 100 метрів вільним стилем | 3:08,24  | США                | США       | 11 серпня 2008 | Пекін              | олімпійський |
| Естафета 4 x 200 метрів вільним стилем | 6:58,55  | США                | США       | 31 липня 2009  | Чемпіонат світу    | світовий     |
| Естафета 4 x 200 метрів вільним стилем | 6:58,56  | США                | США       | 13 серпня 2008 | Пекін              | олімпійський |

### Жінки
| Дистанція                              | Час      | Спортсмен           | Країна    | Дата           | Змагання                          | Рекорд       |
| -------------------------------------- | -------- | ------------------- | --------- | -------------- | --------------------------------- | ------------ |
| 50 метрів вільним стилем               | 23,67    | Сара Шестрем        | Швеція    | 29 липня 2017  | Чемпіонат світу                   | світовий     |
| 50 метрів вільним стилем               | 23,81    | Емма Маккеон        | Австралія | 01 серпня 2021 | Токіо                             | олімпійський |
| 100 метрів вільним стилем              | 51,71    | Сара Шестрем        | Швеція    | 23 липня 2017  | Чемпіонат світу                   | світовий     |
| 100 метрів вільним стилем              | 51,96    | Емма Маккеон        | Австралія | 30 липня 2021  | Токіо                             | олімпійський |
| 200 метрів вільним стилем              | 1:52,98  | Федеріка Пеллегріні | Італія    | 29 липня 2009  | Чемпіонат світу                   | світовий     |
| 200 метрів вільним стилем              | 1:53,50  | Аріарн Тітмус       | Австралія | 28 липня 2021  | Токіо                             | олімпійський |
| 400 метрів вільним стилем              | 3:56,46  | Кейті Ледекі        | США       | 07 серпня 2016 | Олімпійські ігри                  | світовий     |
| 400 метрів вільним стилем              | 3:56,46  | Кейті Ледекі        | США       | 07 серпня 2016 | Ріо-де-Жанейро                    | олімпійський |
| 800 метрів вільним стилем              | 8:04,79  | Кейті Ледекі        | США       | 12 серпня 2016 | Олімпійські ігри                  | світовий     |
| 800 метрів вільним стилем              | 8:04,79  | Кейті Ледекі        | США       | 12 серпня 2016 | Ріо-де-Жанейро                    | олімпійський |
| 1500 метрів вільним стилем             | 15:20,48 | Кейті Ледекі        | США       | 16 травня 2018 | Індіанаполіс - змагання ПРО серії | світовий     |
| 1500 метрів вільним стилем             | 15:35,35 | Кейті Ледекі        | США       | 26 липня 2021  | Токіо                             | олімпійський |
| Естафета 4 x 100 метрів вільним стилем | 3:29,69  | Австралія           | Австралія | 25 липня 2021  | Олімпійські ігри                  | світовий     |
| Естафета 4 x 100 метрів вільним стилем | 3:29,69' | Австралія           | Австралія | 25 липня 2021  | Токіо                             | олімпійський |
| Естафета 4 x 200 метрів вільним стилем | 7:40,33  | КНР                 | КНР       | 29 липня 2021  | Олімпійські ігри                  | світовий     |
| Естафета 4 x 200 метрів вільним стилем | 7:40,33  | КНР                 | КНР       | 29 липня 2021  | Токіо                             | олімпійський |